# Famille Dénéréaz
La famille Dénéréaz est une famille suisse originaire de Chardonne et Chexbres.

## Étymologie
Selon Charles Montandon, le nom vient « d'un lieu dit Néréaz, Naréaz, Noréaz, du latin nucariolum, forêt de noyers, ou éventuellement du patois naire ria, raie, sillon noir. »

## Histoire
La famille est citée pour la première fois à Chardonne en 1311,,.
Elle est citée ensuite en 1412. Paquier considère que c'est la première mention de la famille,.
Pour Verdan, la famille n'est citée qu'en 1429.
La famille originaire de la paroisse de Saint-Saphorin est probablement de la même souche que celle de Chardonne.
François Dénéréaz est gouverneur de Chardonne en 1613. 22 autres membres de la famille occupent ce poste entre 1525 et 1799.

## Personnalités
- Alexandre Denéréaz
- David Dénéréaz (1889-1971), juge, député du Grand Conseil vaudois et syndic de Vevey.
- Eugène Dénéréaz, colonel divisionnaire[8].

## Armoiries
Les armoiries de la famille sont : écartelé, au 1er, d'or à la bande de gueules, aux 2 et 3, palé de quatre pièces d'argent et d'azur, au 4 de gueules à deux haches de charpentier d'or passées en sautoir.

#### Ouvrages
- Henri Delédevant et Marc Henrioud, Le Livre d'Or des Familles Vaudoises, Genève, Slatkine, 1984, p. 163
- Marcel Godet, Henri Türler et Victor Attinger, Dictionnaire historique & biographique de la Suisse, vol. 2, Neuchâtel, Imprimerie Paul Attinger, 1924 (lire en ligne), p. 655
- Eric Muller, Puidoux au cœur de Lavaux : Chronique d'une commune vaudoise, 1982, p. 191
- Richard Paquier, Saint-Saphorin en Lavaux, Lausanne, Éditions de l'Aire, 1981, p. 196
- Jean-Paul Verdan, Chardonne en effeuillant l'histoire, Cabédita, 1997 (ISBN 2-88295-195-7)

#### Articles
- Charles Montandon, « Découvrez avec « La Feuille d'Avis »  l'origine de vos noms de famille », Feuille d'Avis de Lausanne,‎ 31 août 1968, p. 13